# Zenthe Ferenc

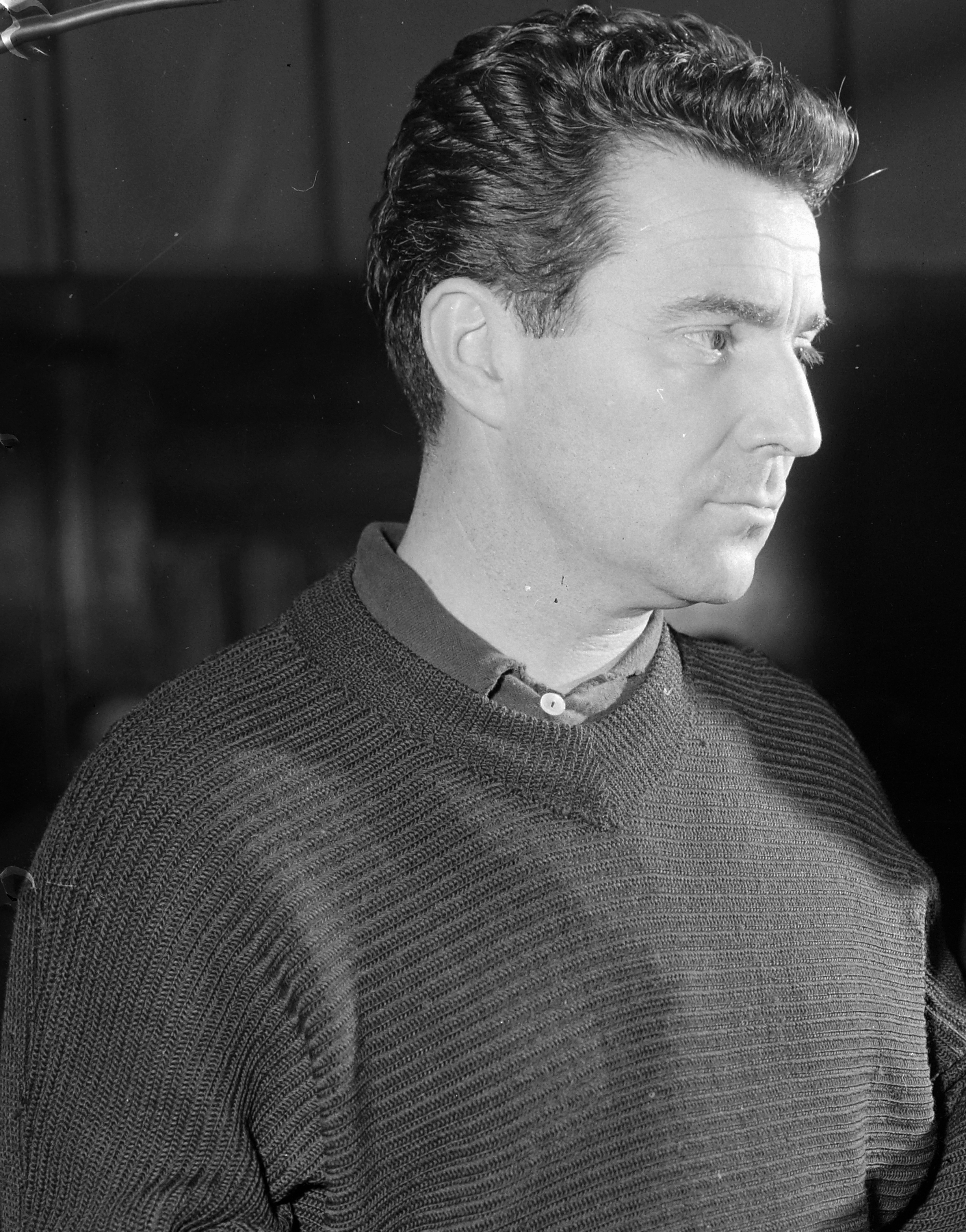
1961-ben

Zenthe Ferenc, született Rameshofer Ferenc (Salgóbánya, 1920. április 24. – Budapest, 2006. július 30.) a Nemzet Színésze címmel kitüntetett, Kossuth- és kétszeres Jászai Mari-díjas magyar színművész, érdemes és kiváló művész, a Halhatatlanok Társulatának örökös tagja.

## Élete
Négy szemesztert végzett a közgazdaságtudományi egyetemen, de otthagyta és a Színművészeti Akadémia hallgatója lett, 1941-ben. Palóc tájszólásától hamarosan meg kellett válnia. A háború miatt azonban, 1942-ben félbehagyta tanulmányait. 1945-ben szerződött a Pécsi Nemzeti Színházhoz, majd két évad után a győri Kisfaludy Színház (ma Győri Nemzeti Színház), 1949-ben pedig a debreceni Csokonai Nemzeti Színház társulatának tagja lett. 1952-től a budapesti Madách Színház színművésze volt. Atmoszférateremtő képessége, humora jellemszerepekben kiválóan érvényesült.
Indulásától a közönség szeretete övezte. „Amikor elkezdtem a pályát, a Jóisten rátett a tenyerére, és azóta azon visz tovább” – nyilatkozta az MTI-nek 2005 januárjában, akkorra már a Nemzet Színészeként, a megnyerő egyéniségű művész.
A filmgyártás és a televízió is jobbnál jobb feladatokkal „kényeztette el”. Első filmszerepében, 1953-ban Nagysándor József honvédtábornokot alakította a Föltámadott a tengerben, ezt a Rákóczi hadnagyának főszerepe követte (előtte öttusázók tanították meg lovagolni, aminek még sok hasznát vette).
Ezután romantikus vígjátékok főszerepei következtek a sármos színész életében: a 2×2 néha 5, a Mese a 12 találatról, a Kölyök, a Fapados szerelem című filmekben. Később egyre inkább jellemszerepeket formált meg. 1983-ban készült az Oscar-díjra is jelölt magyar–NSZK koprodukció, a Jób lázadása, amelyben a Tisza-menti, módos falusi zsidó szerepében tűnt fel. Játékfilmben utoljára a Magyar vándor című filmben szerepelt, 2004-ben.
A Tenkes kapitánya (1963) után több tévésorozat következett: a Rózsa Sándor, a Tüskevár, a Princ, a katona, a Bors és legutóbb a Szomszédok. A tévésorozatokban Zenthe mind a fiatalok, mind az idősebb korosztály tetszését kiérdemelte. Népies, férfias, humoros karakterszínész volt. Számos filmben szerepelt, de szinkronhangként is bizonyított. Szerepelt a Magyar Rádió 1959–2007 között futott A Szabó család című rádiós telenovellájában is, amely Európa leghosszabb életű családregényszerű rádiójátéka volt.
1987–1999 közt a Szomszédok című teleregény szereplője (Taki bácsi); a sorozat 1999. december 30-án, a 331. résszel búcsúzott el a nézőktől. 2000 februárjától a Komédiások – Színház az egész… című sorozat egyik főszereplője volt.
Zenthe Ferencet 1954-ben és 1968-ban Jászai Mari-díjjal tüntették ki, 1975-ben megkapta az érdemes művész címet. A filmkritikusok díjával jutalmazták 1984-ben, kiváló művész lett 1989-ben, Erzsébet-díjas 1992-ben, MSZOSZ-díjas 1993-ban. 1997-ben Kossuth-díjat adományoztak neki, szülővárosa, Salgótarján 2003-ban díszpolgárrá választotta. 2005-ben a Magyar Örökség díjjal tüntették ki „sokoldalú emberábrázolásáért”, illetve ugyanebben az évben, Bessenyei Ferenc halála után megkapta a Nemzet Színésze címet. 2006. július 30-án hunyt el tüdőgyulladásban, a Farkasréti temetőben helyezték örök nyugalomra.

### Magánélete
Apja Eszék mellett született Petlovácon, anyja Kiskunhalason. 1900-ban kötöttek házasságot Budapest VI. kerületében
Első felesége Oláh Katalin Éva tornász volt, tőle született Ferenc fia 1954-ben (beceneve: Golyó). Házasságuk, neje korai halála miatt 1983-ig tartott. 1986-ban vette el második feleségét, Gizellát. Fia révén két unokája van: Katalin és Ádám.
Évekig élt Zuglóban, az Amerikai úton. Utolsó éveit második feleségével visszavonultan, remeteszőlősi házában töltötte.

## Filmek, sorozatok
- 1953
  - Föltámadott a tenger 1-2. – Nagysándor József
  - Rákóczi hadnagya – Fekete Miska
- 1954
  - 2×2 néha 5 – Kerekes András
- 1956
  - Gábor diák – Gábor diák
  - Mese a 12 találatról – Titi, edző
  - Tanosztály – Kerekes László tizedes
- 1957
  - A nagyrozsdási eset – Vizi Zsiga, sofőr (1984-ben mutatták be)
  - Csendes otthon – András
- 1958
  - Micsoda éjszaka! – Suhajda, taxisofőr
- 1959
  - Álmatlan évek – Knézits Jani
  - Kard és kocka – Simon Pali
  - Kölyök – Kondor Géza
  - Szerelem csütörtök – Árpi
- 1960
  - Az arcnélküli város
  - Alázatosan jelentem!
  - Fapados szerelem – Kostál Imre
  - Százházas lakodalom – Károly
- 1961
  - Jó utat autóbusz! – Arató
  - Mindenki gyanús – Horváth János főhadnagy
- 1962
  - Angyalok földje – Miklós apja
  - Felmegyek a miniszterhez – Vadász Illés
- 1963
  - A Tenkes kapitánya – Eke Máté
  - Hivatalos utazás
  - Meztelen diplomata – Dr. Ranke
  - Tücsök - Honfoglaló magyar
- 1964
  - Lajos király válik – Király
  - Mici néni harmadik élete
  - Miért rosszak a magyar filmek?
- 1965
  - Játék a múzeumban
  - Két találkozás
  - Patyolat akció - Bozsó
- 1966
  - A férfi egészen más
  - Énekesmadár – Lukács
  - Princ, a katona – Petneházi százados
  - Oly korban éltünk (1966–67)
- 1967
  - Eine Handvoll Helden
  - II. Fülöp (tévéfilm) – Darócz Lajos, igazgató
  - Szentivánéji álom
  - Tüskevár – István bácsi
- 1968
  - A beszélő köntös – Csuda Kuruc
  - Bors – Ernőfi százados
  - Egri csillagok – Josef, a német zsoldos
  - Legenda a páncélvonatról
  - Szemüvegesek
  - Valaki csenget – Korpás Béla
  - Hazai pálya
- 1969
  - Az örökös – rendőr
  - Valaki a sötétből
- 1970
  - A gyilkos a házban van
  - Barátság
  - Játék olasz módra
  - Márton bátyám
  - Őrjárat az égen
  - Rózsa Sándor
  - Tisztújítás
  - Valaki a sötétből
  - Vargabetű
  - Végállomás, kiszállni!
  - Vidám elefántkór
- 1971
  - A fekete város
  - Egy óra múlva itt vagyok
  - Fegyház a körúton
  - Hahó, Öcsi!
  - Jó estét nyár, jó estét szerelem
  - Öngyilkos
  - Remetekan
- 1972
  - Fuss, hogy utolérjenek!
  - Hekus lettem
  - Az ördög cimborája
  - Romantika
  - Illatos út a semmibe
  - A vőlegény nyolckor érkezik
  - Pirx kalandjai
- 1973
  - Irgalom
  - Egy szerelem három éjszakája
  - A törökfejes kopja
  - Egy srác fehér lovon
- 1974
  - Bekötött szemmel
  - Mekk Elek, az ezermester (bábfilmsorozat) – Kakas Konrád (hang)
- 1975
  - Csata a hóban
  - Vivát, Benyovszky!
  - A méla tempefői
  - A tragédia próbája
- 1976
  - Beszterce ostroma
  - Csaló az üveghegyen
  - Lúdas Matyi (rajzfilm) – Öreg csikós (hang)
  - Robog az úthenger
  - Utolsó a padban
- 1977
  - Családi kör
  - Sir John Falstaff
- 1978
  - Dániel
  - Küszöbök
  - Mire megvénülünk
- 1979
  - A világ közepe
  - Égigérő fű
- 1980
  - A 78-as körzet
  - A Pogány Madonna
  - Kojak Budapesten
  - Misi Mókus kalandjai (bábfilmsorozat) – Ottmár (hang)
  - Petőfi
  - Süsü, a sárkány 2-9. (bábfilmsorozat) – Fekete szakállú Zsoldos (hang) (1984-ig)
  - Enyhítő körülmény (tévéfilm)
  - Vuk 1-4. (rajzfilm) – Márton, a tarajos kakas (hang)
- 1980
  - A névtelen vár
- 1982
  - Csak semmi pánik
- 1983
  - Jób lázadása
  - Különös házasság
- 1984
  - Erdő
  - Leányvásár
  - Megfelelő ember kényes feladatra
  - Szaffi (rajzfilm) – Botsinkay Gáspár (hang)
- 1985
  - A három nővér
  - Az elvarázsolt dollár
  - II. József
  - Utazás az öreg autóval
- 1986
  - A csodakarikás
  - A fantasztikus nagynéni
  - Macskafogó (rajzfilm) – Rádiós egér (hang)
- 1987
  - Gyökér és vadvirág
  - Szomszédok teleregény (1999-ig)
- 1988
  - Az erdő kapitánya (rajzfilm) – Arara (hang)
  - Kerek világ (1988–89)
- 1993
  - Halál sekély vízben
- 1994
  - Európa messze van
- 2000
  - Komédiások – Színház az egész…
- 2001
  - Csocsó, avagy éljen május elseje!
  - Zsaruvér és Csigavér I.: A királyné nyakéke
- 2002
  - Zsaruvér és Csigavér II.: Több tonna kámfor
- 2003
  - Sobri
- 2004
  - Magyar vándor

## Emlékezete

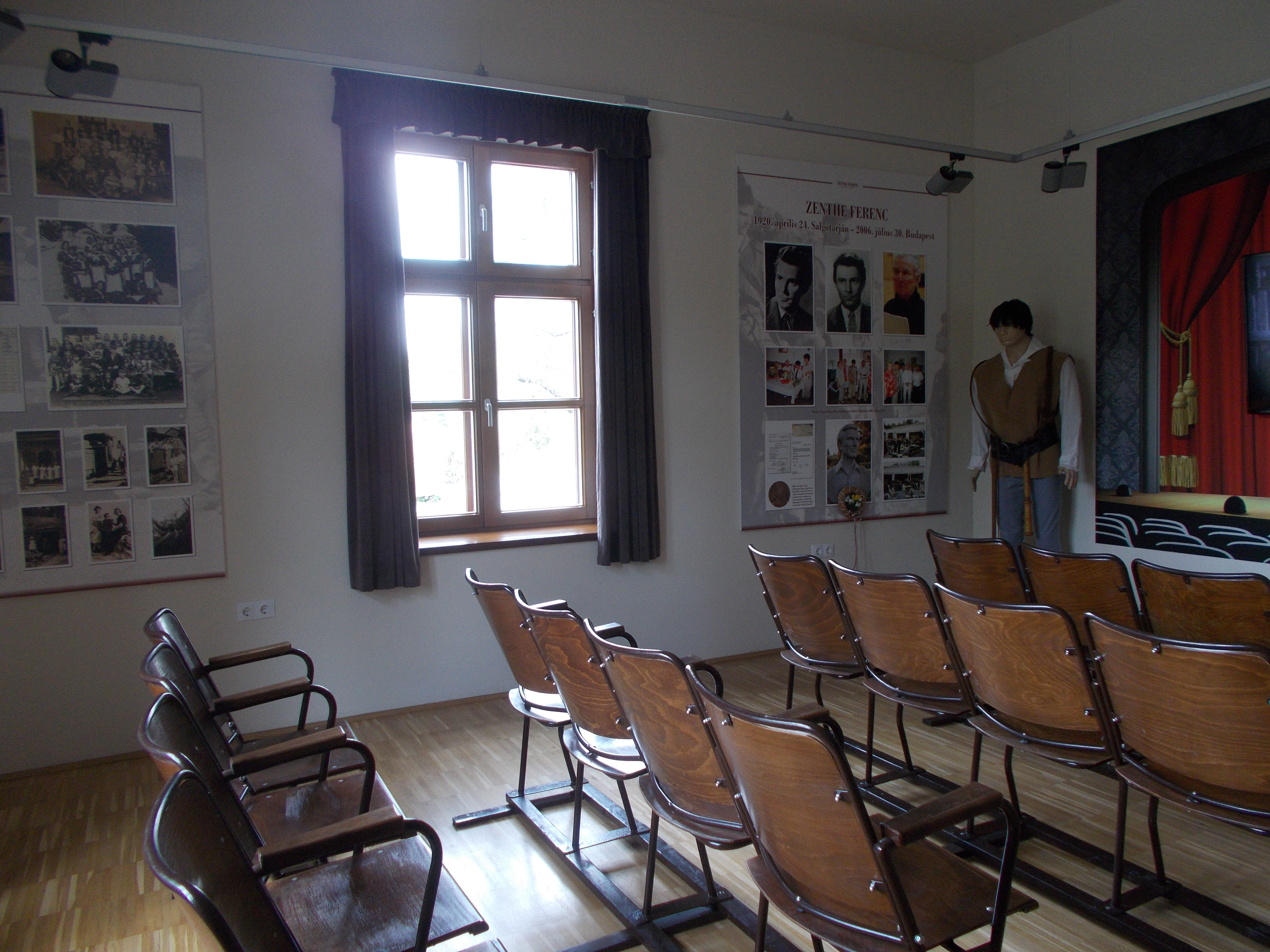
Emlékszobája a Geocsodák házában

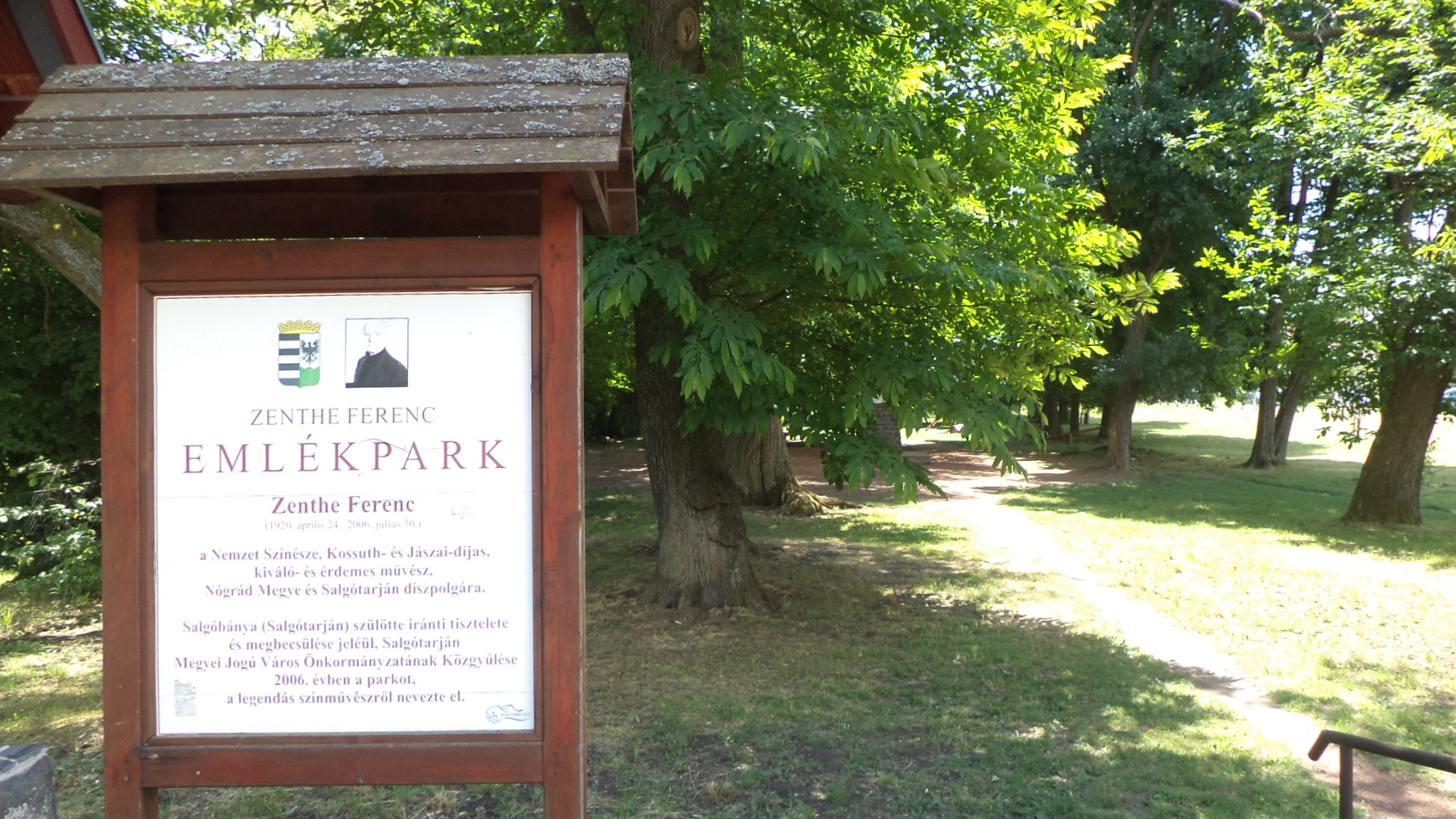
Zenthe Ferenc Emlékpark Salgóbánya

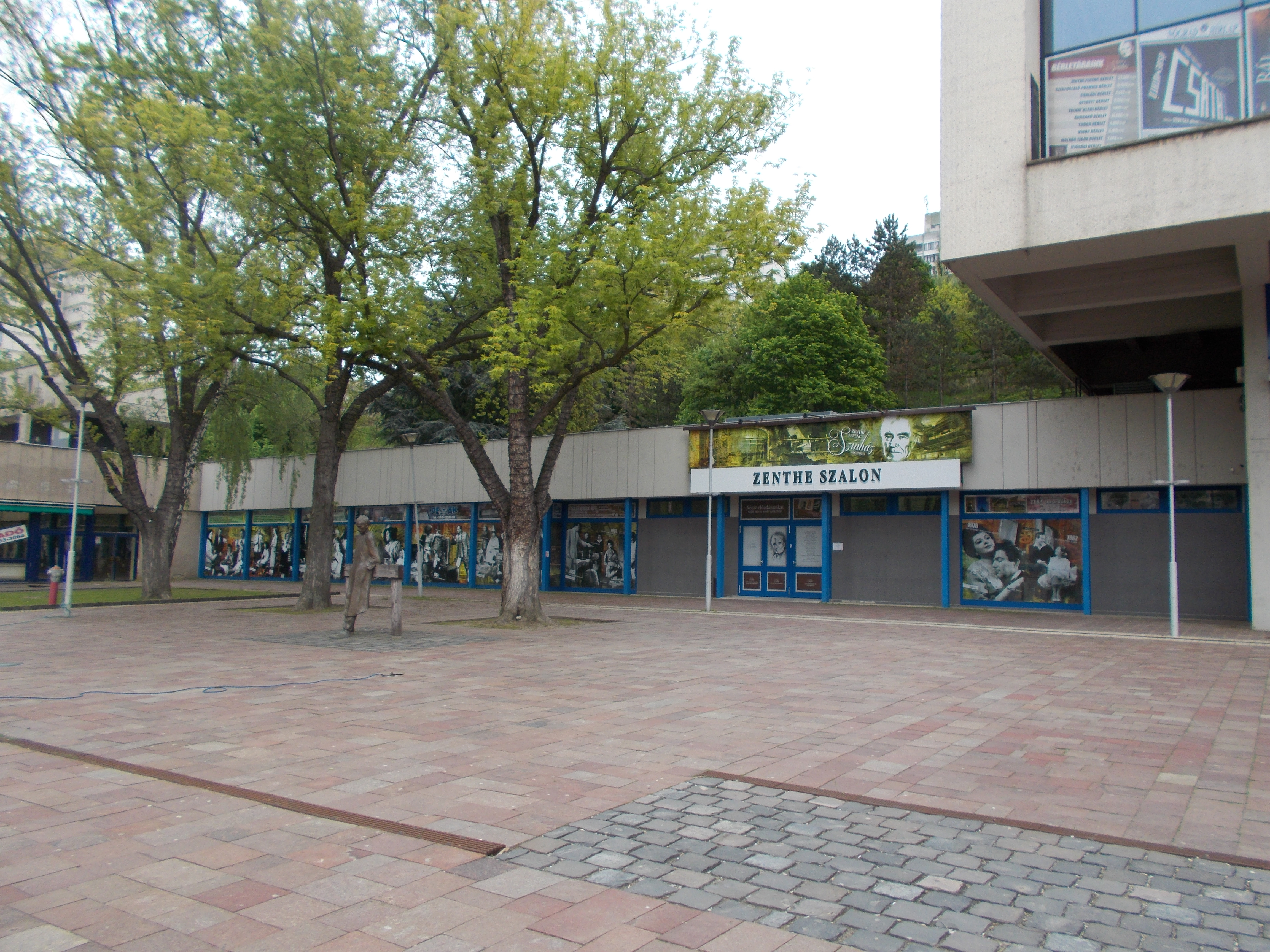
Zenthe Ferenc Színház

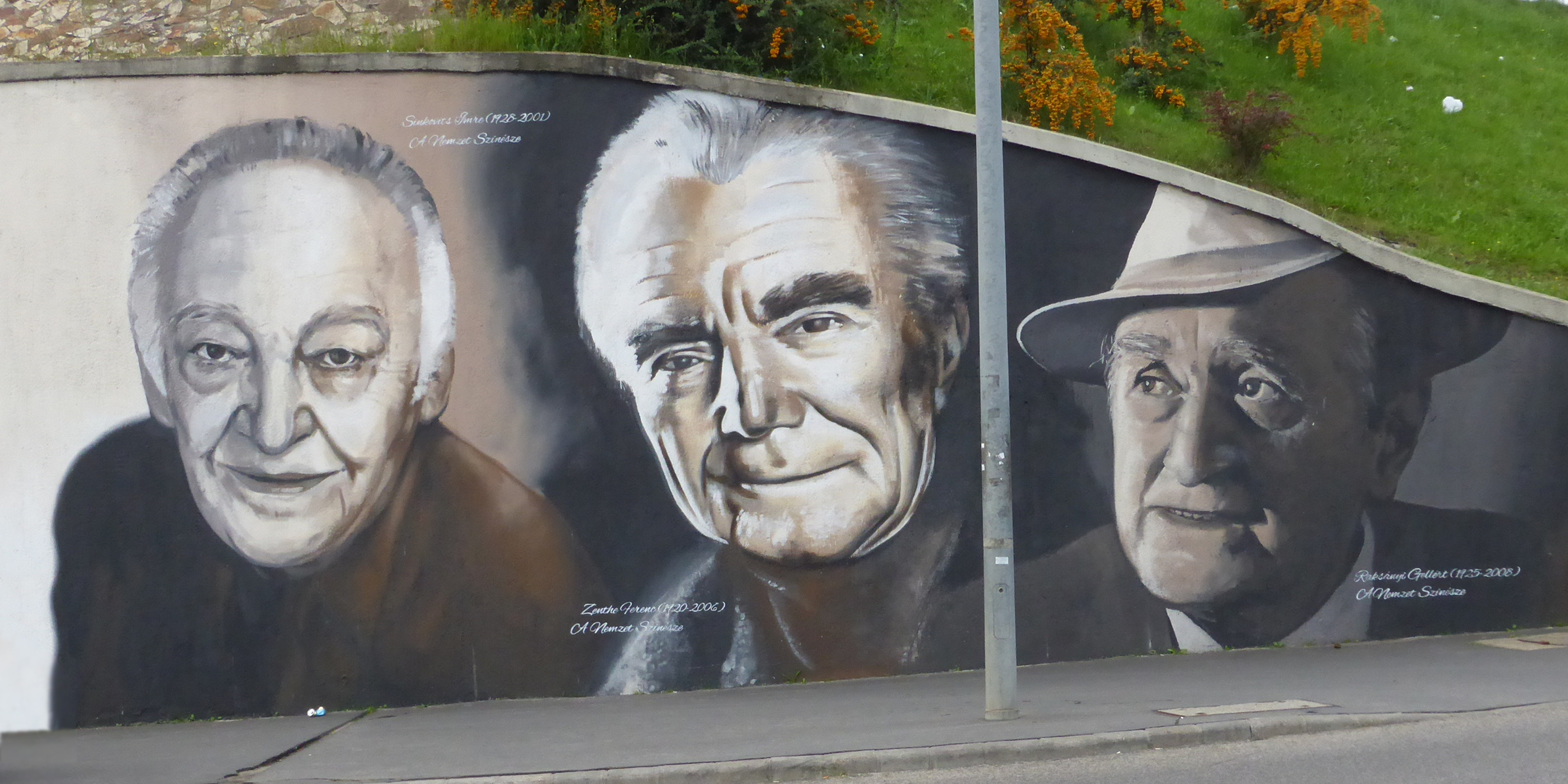
A Nemzeti Színháznál lévő graffitin Sinkovits Imrével és Raksányi Gellérttel

- Szülőfalujában, a ma már Salgótarjánhoz tartozó Salgóbányán, emlékparkot alapítottak tiszteletére (2007)
- A salgóbányai erdészház parkjában felavatták első mellszobrát, Molnár Péter szobrászművész alkotását (2008. október 24.)
- 2012. március 25-én, a Nemzeti Színház megnyitásának 10. évfordulóján adták át a nemzet színészeit ábrázoló falképet ( graffiti) a Rákóczi híd pesti hídfőjénél
- Salgóbányán a Geocsodák házában (a volt Bányatiszti Kaszinóban) emlékszobát alakítottak ki.
- A salgótarjáni színházat róla nevezték el.
- Egykori iskolája, a Magyar Királyi Katolikus Gimnázium, ma Szent Imre Katolikus Gimnázium falán – melynek 1931 és 1938 között volt diákja – 2010-ben, születésének 90. évfordulóján avatták fel emléktábláját.[15]
- 2020-ban születésének 100. évfordulóján a Magyar Posta Zrt. emlékbélyeget bocsájtott ki az emlékére.

## Portréfilmek
- Mestersége színész – Zenthe Ferenc (1985)
- Örökös Tagság – Zenthe Ferenc (1999)
- Talentum – találkozás Zenthe Ferenccel (2002)

## Híresebb szerepei
Fontosabb színpadi szerepei voltak az alábbi darabokban:
- Puck, Zuboly (Shakespeare: Szentivánéji álom)
- Gilles Corey (Arthur Miller: A salemi boszorkányok)
- Jákob (Tim Rice – Andrew Lloyd Webber: József és a színes, szélesvásznú álomkabát)
- Pinch (George Bernard Shaw: Olyan szép, hogy nem is lehet igaz)
- Feketics (Karinthy Ferenc: Hetvenes évek)
- Lúdas Matyi (Fazekas: Lúdas Matyi)
- Noszty Pál (Mikszáth Kálmán: A Noszty fiú esete Tóth Marival)
- Scapin (Molière: Scapin furfangjai)
- Ribakov (Pagonyin: A Kreml toronyórája)
- Deme (Tabi László: Enyhítő körülmény)
- Naszreddin Hodzsa (Vitkovics – Leonyid Szolovjov: Naszredin Hodzsa kalandjai)
- Ebenezer Scrooge (Charles Dickens: Karácsonyi ének)
- Geoffrey Thornton (Harwood: Az öltöztető)
- Lou Daniel (Slade: Jutalomjáték)
- Virág úr (Tamási Áron: Csalóka szivárvány)
- Tuskó (Shakespeare: Szeget szeggel)
- Warrington (Edward Bond: Lear)
- Őrmester (Molnár Ferenc: Az üvegcipő)
- A fejedelem komornyikja (Schiller: Ármány és szerelem)
- Juhász (Shakespeare: Téli rege)
- Rázga Elemér (Moldova György: Az ifjú gárda)
- Vinnie (Neil Simon: Furcsa pár)
- Apa (Arthur Miller: Bűnbeesés után)
- Mr. Brownlow (Lionel Bart: Oliver)
- Bakk Lukács (Tamási Áron: Énekes madár)
- Illei Gáspár (Gyárfás Endre: Beatrix)
- Chasuble doktor (Oscar Wilde: Bunbury)
- Szálkán prímás (Szomory Dezső: II. Lajos)
- Antonio (Scarnacci–Tarabusi: Kaviár és lencse)
- Gál (Molnár Ferenc: Játék a kastélyban)
- Lőrinc (Szakonyi Károly: Ki van a képen?)
- Horeb Homár (Szakonyi: Takáts Alice)
- Deseő (Moldova György: Malom a pokolban)
- Donogan (Szerb Antal–Bencsik Imre: Úriember, jó kriptából)
- Noé (Görgey Gábor: Noé)
- Spurius Titus Mamma (Dürrenmatt: A nagy Romulusz)
- A titkár (Molnár Ferenc: Egy, kettő, három)
- Antonio (Szakonyi: Turini nyár)

## Magyar Rádió
- Kemény Egon – Gál György Sándor – Erdődy János: „Komáromi farsang” (1957) Daljáték 2 részben Csokonai Vitéz Mihály – Ilosfalvy Róbert, Zenthe Ferenc, Lilla – Házy Erzsébet, Korompai Vali, Deák Sándor, Gönczöl János, Berky Lili, Bilicsi Tivadar, Szabó Ernő, Hlatky László, Fekete Pál, Lehoczky Éva, Völcsey Rózsi, Gózon Gyula, Rózsahegyi Kálmán A Magyar Rádió Szimfonikus Zenekarát Lehel György vezényelte Zenei rendező: Ruitner Sándor Rendező: László Endre
- Kemény Egon–Ignácz Rózsa–Soós László–Ambrózy Ágoston: „Hatvani diákjai” (1955) Rádiódaljáték 2 részben. Szereplők: Hatvani professzor – Bessenyei Ferenc, Kerekes Máté – Simándy József, női főszerepben: Petress Zsuzsa, további szereplők: Mezey Mária, Tompa Sándor, Páloczi Horváth Ádám: Sinkovits Imre, Naszályossy – Zenthe Ferenc, Bende Zsolt, Horváth Tivadar, Kovács Károly, Hadics László, Gózon Gyula, Csákányi László, Dénes György és mások. Zenei rendező: Ruitner Sándor. Rendező: Molnár Mihály és Szécsi Ferenc. A Magyar Rádió (64 tagú) Szimfonikus Zenekarát Lehel György vezényelte, közreműködött a Földényi-kórus 40 tagú férfikara. 2019 – Kemény Egon kétszeres Erkel Ferenc-díjas zeneszerző halálának 50. évfordulója esztendejében CD-újdonságként jelentek meg a „Hatvani diákjai” és a „Komáromi farsang” című daljátékai eredeti rádió-hangfelvételeinek (1955, 1957) digitalizált (2019) dupla-albumai. kemenyegon.hu
- Pietro di Donato: Ezer dollár (1958)
- Bajor Andor: Cincogó Felicián (1961)
- William Shakespeare: Rómeó és Júlia (1961)
- Gál Zsuzsa: Vaszilij herceg (1962)
- Passuth László: A holtak nem harapnak (1962)
- Neményi Kázmér: Mosolygó Itália (1963)
- Tamási Áron: Énekes madár (1963)
- Aziz Neszin: Fölfedezem Törökországot (1964)
- Gellért Endre: A felső tízezer (1967)
- Thornbjörn Egner: Cincafarkinca és a többiek (1967)
- Hans Sachs-Kopányi György: A mennyetjárt ifiúr (1969)
- Gábor Andor: Dollárpapa (1971)
- Hegedűs Géza: Szemiramisz szerelme (1971)
- Lope de Vega: A hős falu (1971)
- Gogol: A szorocsinci vásár (1972)
- Áprily Lajos: Álom a vár alatt (1974)
- Kazimierz Kowalski: Nagyapó kölcsönruhában (1977)
- Lázár Ervin: Utazás a vörös lovon (1977)
- Naughton, Bill: Késő éjjel a Watling Streeten (1977)
- Kocsonya Mihály házassága – Ismeretlen szerző közjátéka (1978)
- Szakonyi Károly: Három dobás hat forint (1979)
- Teleki László: Kegyenc (1980)
- Janicki, Jerzy: Halálos ítélet (1981)
- John Castle – Arthur Hailey: Rémület a levegőben (1982)
- Kolozsvári Grandpierre Emil: A törökfejes kopja (1982)
- Kamarás István: Bulányvölgyi állomások (1984)
- Csurka István: Őszi délelőtt a tanyán (1985)
- Thomas Hardy: A weydoni asszonyvásár (1985)
- Tarbay Ede: Ketten kézenfogva (1985)
- Molnár Ferenc: Egy, kettő, három (1986)
- Mikszáth Kálmán: Krúdy Kálmán csínytevései (1987)
- Móricz Zsigmond: Aranyos öregek (1987)
- Sütő András: Pompás Gedeon élete, halála és feltámadása (1987)
- Weöres Sándor: Kétfejű fenevad (1997)
- Federico Fellini: A legnagyobb találmány (2001)

A Szabó család rádiós sorozatban előbb Tibor, a zongorista szerepét játszotta, majd 2421 részen át Kárpátiét. Hangját adta a Vuk és Az erdő kapitánya rajzfilmekhez.

## Díjak, kitüntetések
- Jászai Mari-díj (1954, 1968)
- Érdemes művész (1975)

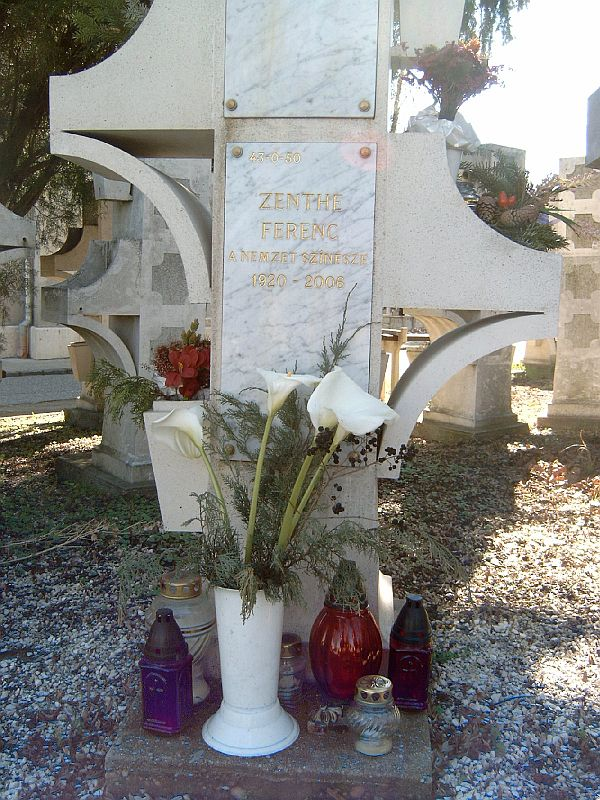
Zenthe Ferenc sírja Budapesten. Farkasréti temető: 43-0-50

- Magyar Filmkritikusok Díja – Legjobb férfialakítás díja (1984)
- Kiváló művész (1989)
- Erzsébet-díj (1992)
- A Színikritikusok díja (1993)
- MSZOSZ-díj (1993)
- Színházi aranygyűrű (1995)
- A Magyar Köztársasági Érdemrend tisztikeresztje (polgári tagozat, 1995)
- Kossuth-díj (1997)
- Nógrád megye díszpolgára (1997)
- Örökös tagság a Halhatatlanok Társulatában (1998)
- Csillagok Falának-tagja (1999)
- Siklós díszpolgára (2000)
- Salgótarján díszpolgára (2003)
- A Nemzet Színésze (2005)
- Magyar Örökség díj (2005)
- 34. Magyar Filmszemle Életműdíja (2005)
- Maecenas-díj (2006)
- Zugló díszpolgára (posztumusz, 2018)[16]

## Diszkográfia
- Kemény Egon – Gál György Sándor – Erdődy János: „Komáromi farsang” daljáték, Breaston & Lynch Média, 2019

## Könyvek róla
- Molnár Gál Péter: Zenthe Ferenc; Duna, Bp., 2006
- Balogh József–Kelecsényi László: "Köszönöm a Jóistennek, hogy ide születhettem". Zenthe Ferenc és Salgótarján; Dornyay Béla Múzeum, Salgótarján, 2014